# エルサ・モーベルグ
エルサ・マリア・モーベルグ（Elsa Maria Moberg、1889年6月30日 - 2001年11月20日）は、かつてスウェーデン歴代最高齢だった女性。死去時の年齢は112歳143日で、2007年10月6日にアストリッド・サキリソンがこの記録を破るまで、スウェーデン歴代最高齢だった。
1889年にヴェストラ・イェータランド県の14人兄弟のもとに生まれ、1933年に結婚したが、子供はいなかった。82歳まで地元で靴屋を営んでいた。晩年はストックホルムに住んでおり、同地で死去した。